# National Society of Film Critics Award per il miglior attore
Il National Society of Film Critics Award per il miglior attore (National Society of Film Critics Award for Best Actor) è un premio cinematografico assegnato all'interpretazione in un ruolo da protagonista in un film votata dai membri dalla National Society of Film Critics (NSFC) come la migliore dell'anno.
È stato consegnato annualmente dal 1967 in poi. Daniel Day-Lewis e Jack Nicholson hanno vinto il premio tre volte, più di chiunque altro.

## Vincitori
I vincitori del premio sono indicati in grassetto a fianco della rispettiva annata di premiazione:

### Anni 1960
- 1967: Michael Caine - Alfie
- 1968: Rod Steiger - La calda notte dell'ispettore Tibbs (In the Heat of the Night)
- 1969: Per Oscarsson - Fame (Svält)

### Anni 1970
- 1970: Jon Voight - Un uomo da marciapiede (Midnight Cowboy)
- 1971 (gennaio): George C. Scott - Patton, generale d'acciaio (Patton)
- 1971 (dicembre): Peter Finch - Domenica, maledetta domenica (Sunday Bloody Sunday)
- 1972: Al Pacino - Il padrino (The Godfather)
- 1974: Marlon Brando - Ultimo tango a Parigi
- 1975 (gennaio): Jack Nicholson - Chinatown e L'ultima corvé (The Last Detail)
- 1975 (dicembre): Jack Nicholson - Qualcuno volò sul nido del cuculo (One Flew Over the Cuckoo's Nest)
- 1977 (gennaio): Robert De Niro - Taxi Driver
- 1977 (dicembre): Art Carney - L'occhio privato (The Late Show)
- 1979: Gary Busey - The Buddy Holly Story

### Anni 1980
- 1980: Dustin Hoffman - Kramer contro Kramer (Kramer vs. Kramer) e Il segreto di Agatha Christie (Agatha)
- 1981: Peter O'Toole - Professione pericolo (The Stunt Man)
- 1982: Burt Lancaster - Atlantic City, U.S.A. (Atlantic City)
- 1983: Dustin Hoffman - Tootsie
- 1984: Gérard Depardieu - Danton e Il ritorno di Martin Guerre (Le Retour de Martin Guerre)
- 1985: Steve Martin - Ho sposato un fantasma (All of Me)
- 1986: Jack Nicholson - L'onore dei Prizzi (Prizzi's Honor)
- 1987: Bob Hoskins - Mona Lisa
- 1988: Steve Martin - Roxanne
- 1989: Michael Keaton - Beetlejuice - Spiritello porcello (Beetlejuice) e Fuori dal tunnel (Clean and Sober)

### Anni 1990
- 1990: Daniel Day-Lewis - Il mio piede sinistro (My Left Foot)
- 1991: Jeremy Irons - Il mistero Von Bulow (Reversal of Fortune)
- 1992: River Phoenix - Belli e dannati (My Own Private Idaho)
- 1993: Stephen Rea - La moglie del soldato (The Crying Game)
- 1994: David Thewlis - Naked - Nudo (Naked)
- 1995: Paul Newman - La vita a modo mio (Nobody's Fool)
- 1996: Nicolas Cage - Via da Las Vegas (Leaving Las Vegas)
- 1997: Eddie Murphy - Il professore matto (The Nutty Professor)
- 1998: Robert Duvall - L'apostolo (The Apostle)
- 1999: Nick Nolte - Affliction

### Anni 2000
- 2000: Russell Crowe - Insider - Dietro la verità (The Insider)
- 2001: Javier Bardem - Prima che sia notte (Before Night Falls)
- 2002: Gene Hackman - I Tenenbaum (The Royal Tenenbaums)
- 2003: Adrien Brody - Il pianista (The Pianist)
- 2004: Bill Murray - Lost in Translation - L'amore tradotto
- 2005: Jamie Foxx - Collateral e Ray
- 2006: Philip Seymour Hoffman - Truman Capote - A sangue freddo (Capote)
- 2007: Forest Whitaker - L'ultimo re di Scozia (The Last King of Scotland)
- 2008: Daniel Day-Lewis - Il petroliere (There Will Be Blood)
- 2009: Sean Penn - Milk

### Anni 2010
- 2010: Jeremy Renner - The Hurt Locker
- 2011: Jesse Eisenberg - The Social Network
- 2012: Brad Pitt - L'arte di vincere (Moneyball) e The Tree of Life
- 2013: Daniel Day-Lewis - Lincoln
- 2014: Oscar Isaac - A proposito di Davis (Inside Llewyn Davis)
- 2015: Timothy Spall - Turner (Mr. Turner)
- 2016: Michael B. Jordan - Creed - Nato per combattere
- 2017: Casey Affleck - Manchester by the Sea
- 2018: Daniel Kaluuya - Scappa - Get Out (Get Out)
- 2019: Ethan Hawke - First Reformed - La creazione a rischio (First Reformed)

### Anni 2020
- 2020: Antonio Banderas - Dolor y gloria
- 2021: Delroy Lindo - Da 5 Bloods - Come fratelli (Da 5 Bloods)
- 2022: Hidetoshi Nishijima - Drive My Car
- 2023: Colin Farrell - After Yang e Gli spiriti dell'isola (The Banshees of Inisherin)
- 2024: Andrew Scott - Estranei (All of Us Strangers)
- 2025: Colman Domingo - Sing Sing